# Magnoald Ziegelbauer

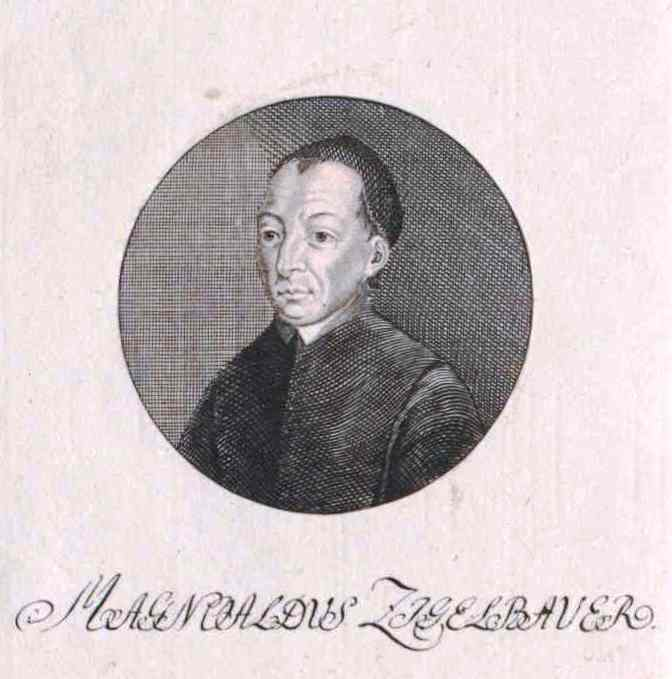
Magnoald Ziegelbauer

Magnoald Ziegelbauer (ursprünglich Johann Michael Ziegelbauer, Ordensname Magnus, Magnoald nannte er sich ab 1732, damaligem Verständnis gemäß eine andere Namensform von Magnus; * 5. Oktober 1688 in Ellwangen (Jagst); † 14. Juni 1750 in Olmütz) war ein deutscher Historiker und Benediktinermönch. Wegen seines Hauptwerks, einer Literaturgeschichte des Benediktinerordens, kann er zu den bedeutenden Vertretern der Ordens- und Gelehrtengeschichte gezählt werden. Daneben verfasste er zahlreiche weitere, zum Teil ungedruckt gebliebene Schriften.

## Leben
Ziegelbauers Ausbildung begann am Jesuitengymnasium in seiner Heimatstadt Ellwangen. 1706 trat er nach vorherigen Kontakten zum Kloster Neresheim ins Benediktinerstift Zwiefalten ein, legte am 21. November 1707 die Profess ab und trug von da an den Ordensnamen Magnus. Nach Absolvieren eines Hausstudiums empfing er am 21. März 1713 die Priesterweihe und war für einige Jahre mit seelsorgerischen Tätigkeiten betraut, bevor er seine Lehrtätigkeit begann.
Von 1721 bis 1723 lehrte er an der Klosterschule in Ehingen als Professor für Rhetorik und Pater comicus. Von 1725 bis 1730 war er Professor für Theologie in Reichenau. Eine bereits gespannte Atmosphäre zwischen Ziegelbauer und seinem Heimatkloster Zwiefalten verschärfte sich. Aus anfänglichem Unverständnis der Klostergenossen gegenüber seinem wissenschaftlichen Streben wurde Aversion gegen den ehrgeizigen Professor. Ziegelbauer erklärte 1730 seinen Austritt, um sich dennoch bis zu seinem Tod als Benediktiner von Zwiefalten zu bezeichnen und es nach eigenem Selbstverständnis zu sein. Daran änderte auch der endgültige Bruch mit seinem Heimatkloster nichts, der sich erst Jahre später nach einem letzten Briefwechsel 1745 vollzog.
1731 reiste Ziegelbauer im Auftrag des Priors von Reichenau nach Wien. Nur unterbrochen durch einen kürzeren Aufenthalt in Göttweig, wo er Moraltheologie lehrte, blieb Ziegelbauer in der Folge in Wien. Im Jahr 1733 oder 1734 traf er dort mit dem Benediktiner Oliver Legipont (1698–1758) zusammen, mit dem ihn für beinahe den Rest seines Lebens eine Freundschaft verband.
In dieser Zeit wandte sich Ziegelbauer verstärkt der Tätigkeit als Verfasser wissenschaftlicher Arbeiten zu. Wien bot ihm hierfür mit seinen reichhaltigen Bibliotheken die ideale Umgebung. Er begann bereits mit seinem Hauptwerk, einer Literaturgeschichte des Benediktinerordens, zu der 1739 ein Vorband veröffentlicht wurde. Daneben führte Ziegelbauer seit dieser Zeit verschiedene Briefwechsel mit anderen gelehrten Benediktinern wie Augustin Calmet und Anselm Desing. 1737 kam es zu Kontakten mit dem Kloster Brevnov bei Prag. 1739 erhielt Ziegelbauer vom Abt von Brevnov den Auftrag, eine Geschichte dieses Klosters zu verfassen. Ziegelbauer reiste nach Prag, um in den dortigen Archiven forschen zu können. Das Ergebnis der Arbeit wurde 1740 als Epitome historica regii, liberi, exempti in Regno Bohemiae antiquissimi, celeberrimi, ac amplissimi Monasterii Brevnoviensis, vulgo S. Margarethae Ordinis S. Benedicti prope Pragam in Köln veröffentlicht.
Danach blieb Ziegelbauer in Wien und führte die Arbeit an seiner Literaturgeschichte des Benediktinerordens fort, jedoch behindert durch seine mangelnde finanzielle Situation. Im Jahr 1744 ging er wieder nach Prag, wo ihm eine Professur an einer geplanten Akademie für junge Adelige angeboten wurde. Nachdem sich diese Pläne zerschlagen hatten, kehrte Ziegelbauer nach Wien zurück. Danach bemühte er sich um eine Anstellung an der Ritterakademie des Stifts Kremsmünster, aber auch dieser Versuch, die eingeschränkten finanziellen Verhältnisse zu verbessern, scheiterte.
Abhilfe fand sich 1747, als Ziegelbauer zuerst Mitglied und bald Sekretär einer Gelehrten-Gesellschaft wurde, der Societas incognitorum in Olmütz. Der Gründer dieser Gesellschaft, Joseph Freiherr von Petrasch wurde in der Folgezeit, nach Ziegelbauers Umzug nach Olmütz, dessen hilfreicher Mäzen. Ziegelbauer vollendete die benediktinische Literaturgeschichte, fand dann jedoch keinen Verleger dafür. Er arbeitete daneben an weiteren Werken, unter anderem zur Geschichte Böhmens. Aber auch in diesen letzten Jahren seines Lebens in Olmütz kam es zu Streitigkeiten. Einer mit dem Mäzen Petrasch ließ sich beilegen, ein Streit mit Legipont führte 1749 zum Zerwürfnis der Freunde.
Im Juni 1750 erkrankte Ziegelbauer und verstarb kurz darauf. Er wurde in der St.-Moritz-Kirche in Olmütz bestattet. In der Folge kam das Gerücht auf, Ziegelbauer sei vergiftet worden, was aber unbestätigt blieb.
Ziegelbauers Hauptwerk, die benediktinische Literaturgeschichte, wurde erst 1754 unter dem Titel Historia rei literariae Ordinis S. Benedicti von seinem Freund Legipont in Augsburg herausgegeben.